# 王小海 (歌手)
王小海（1980年6月23日—），男，辽宁沈阳人，中国歌手、词曲创作人，音乐组合玖月奇迹成员之一。

## 生平
王小海出生于知识分子家庭，小学三年级的时候登上沈阳人民剧院舞台表演。大学毕业后成为一名会计，之后转型做歌手。他曾在全国东方青年歌手大赛中获得金奖。
2006年3月，王小海作为全国总工会代表队选手参加第十二届全国青年歌手电视大奖赛。2007年4月，参与“和谐中华”歌舞演唱会。2008年，王小海所在的音乐组合玖月奇迹在央视《星光大道》出道并且获得年度冠军。
2009年，玖月奇迹组合在维也纳金色大厅出演了《红色经典》，随后在欧洲、美国和香港巡演。2014年9月13日，玖月奇迹组合在北京奥体中心举办名为“玖月盛开 见证奇迹”的演唱会。
2011-2018年间，玖月奇迹组合五次参加中央电视台春节联欢晚会，七次参加中央电视台元宵晚会。王小海为组合创作的歌曲《相信梦想》在青少年和上班族中广为流传。

## 作品
- 专辑《中国美》（2013年1月25日）[11]
- 专辑《致敬经典》（翻唱专辑；2013年10月21日）[12]
- 其他单曲[13]

## 奖项

### 个人奖项
- 全国东方青年歌手大赛金奖。[1]

### 团体奖项
- 2008年，央视《星光大道》冠军[2]
- 2012年，春晚“我最喜爱的节目评选”创作一等奖[3]